# 岡本梨奈
岡本 梨奈（おかもと りな、1977年9月28日 - ）は、日本の予備校講師。大阪府出身。リクルート「スタディサプリ」古典（古文・漢文）講師。

## 略歴
大阪府出身。愛称は「オカリナ」。大阪府立千里高等学校を経て、大阪教育大学教育学部教養学科芸術専攻音楽コースピアノ科を卒業後、予備校講師となる。秀英予備校・秀英BBSなどで講師を務め、現在はリクルート「スタディサプリ」にて古文・漢文を担当している。
音楽教員免許状、調理師免許、日本語教師の資格を持っている。

## 著書
- 『岡本梨奈の1冊読むだけで古文の読み方&解き方が面白いほど身につく本』（2016年2月10日、KADOKAWA、ISBN 978-4046008244）
- 『大学入試問題集 岡本梨奈の古文ポラリス[1 基礎レベル]』（2018年7月21日、KADOKAWA、ISBN 978-4046022172）
- 『大学入試問題集 岡本梨奈の古文ポラリス[2 標準レベル]』（2018年7月21日、KADOKAWA、ISBN 978-4046022202）
- 『かなり役立つ!古文単語キャラ図鑑』（2018年12月21日、新星出版社、ISBN 978-4405012349）
- 『岡本梨奈の 1冊読むだけで漢文の読み方&解き方が面白いほど身につく本』（2019年3月9日、KADOKAWA、ISBN 978-4046023223）
- 『世界一楽しい! 万葉集キャラ図鑑』（2019年11月8日、新星出版社、ISBN 978-4405012455）
- 『ざんねんな万葉集』（2019年12月20日、飛鳥新社、ISBN 978-4864107365）
- 『岡本梨奈の 1冊読むだけで古典文法の基本&覚え方が面白いほど身につく本』（2019年12月21日、KADOKAWA、ISBN 978-4046040046）
- 『大学入学共通テスト 古文・漢文が1冊でしっかりわかる本』（2020年10月22日、かんき出版、ISBN 978-4761230173）- 太田善之と共著
- 『眠れないほど面白い『枕草子』 みやびな宮廷生活と驚くべき「闇」』（2021年2月1日、三笠書房、ISBN 978-4837969570）
- 『高校の古文読解が1冊でしっかりわかる本』（2021年4月21日、かんき出版、ISBN 978-4761230364）
- 『岡本梨奈の1冊読むだけで古文単語&古文常識が面白いほど身につく本』（2021年5月14日、KADOKAWA、ISBN 978-4046048035）
- 『高校の漢文読解が1冊でしっかりわかる本』（2022年1月7日、かんき出版、ISBN 978-4761230586）
- 『眠れないほど面白い「伊勢物語」  歌人・在原業平の雅びで大胆な恋と人生』（2022年5月31日、三笠書房、ISBN 978-4837930143）
- 『大学入試問題集 岡本梨奈の古文ポラリス[3 発展レベル]』（2022年9月9日、KADOKAWA、ISBN 978-4046056962）